# Тополовица (Врбовско)
Тополовица је насељено мјесто града Врбовског, у Горском котару, у Приморско-горанској жупанији, Република Хрватска.

## Географија
Тополовица се налази око 9,5 км сјеверозападно од Врбовског.

## Становништво
Према попису становништва из 2011. године, насеље Тополовица је имало 3 становника.
| Националност       | 1991. | 1981. | 1971. | 1961. |
| Срби               | 3     | 5     | 19    | 32    |
| Југословени        | 2     | 6     |       |       |
| остали и непознато | 1     | 1     |       |       |
| Укупно             | 6     | 12    | 19    | 32    |

| Демографија | Демографија | Демографија |
| Година      | Становника  | Становника  |
| ----------- | ----------- | ----------- |
| 1961.       | 32          |             |
| 1971.       | 19          |             |
| 1981.       | 12          |             |
| 1991.       | 6           |             |
| 2001.       | 5           |             |
| 2011.       |             | 3           |